# Justizamt Abterode
Das Justizamt Abterode (bis 1834 Justizamt Bilstein) war zunächst ein Hessen-Rotenburgisches und dann von 1834 bis 1866 ein kurhessisches Justizamt also ein Gericht erster Instanz im Kurfürstentum Hessen mit Sitz in Abterode.

## Geschichte
In Abterode bestand im HRR das Gericht Bilstein von Hessen-Rotenburg. Dieses war gleichzeitig Verwaltungsbehörde und Eingangsgericht. Der Name in Hessen-Rotenburg bezog sich auf die frühere Herrschaft Bilstein und die namensgebende Burg Bilstein.
Zwischen 1806 und 1813 war Abterode Teil des Königreichs Westphalen. Die Verwaltungsaufgaben übernahm hier der Kanton Abterode, Eingangsgericht war das Friedensgericht Abterode. Nach der Neubildung Kurhessens und Hessen-Rotenburgs wurde das alte Amt Bilstein als Justizamt Bilstein wieder gebildet. Es war der Justizkanzlei Rotenburg nachgeordnet.
Nach dem Aussterben der Linie Hessen-Rotenburg im Jahr 1834 wurden die dortigen Justizämter in kurhessische Justizämter überführt. Im Zuge dieser Änderung wurde das Justizamt Bilstein in Justizamt Abterode umbenannt. Es war dem Obergericht für die Provinz Niederhessen nachgeordnet. Am 1. Januar 1837 wurde der Gerichtssprengel des Justizamtes Abterode um vier Gemeinden aus den Justizämter Allendorf und Eschwege erweitert. Hinzu kamen weitere vier Gemeinden aus dem Sprengel des aufgelösten Justizamtes Germerode.
Danach umfasste der Gerichtsbezirk folgende Gemeinden: Abterode, Alberode, Frankenhain, Frankershausen, Germerode, Hitzerode, Rodebach, Schwalbenthal, Vockerode, Weidenhausen, Wellingerode und Wolfterode.
Mit der Annexion Kurhessens durch Preußen 1866 wurden in der neuen Provinz Hessen-Nassau Amtsgerichte eingerichtet. Das Justizamt Abterode wurde entsprechend am 1. September 1867 in das Amtsgericht Abterode umgewandelt.